# Thalictrum heliophilum
Thalictrum heliophilum är en ranunkelväxtart som beskrevs av D.H. Wilken och K. Demott. Thalictrum heliophilum ingår i släktet rutor, och familjen ranunkelväxter. Inga underarter finns listade i Catalogue of Life.